# Campeonato Mundial de Esquí Alpino

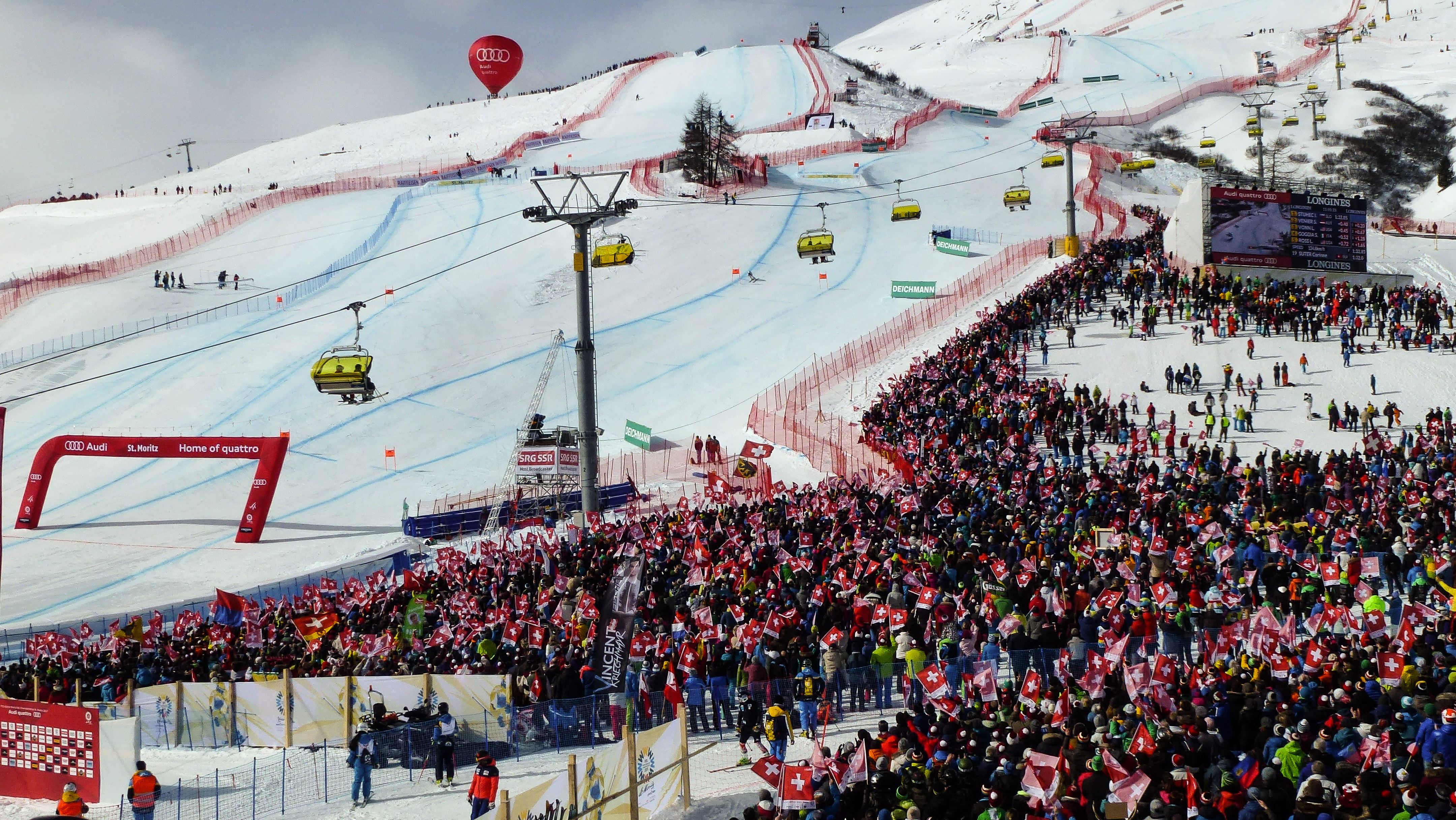
Imagen del Mundial de St. Moritz 2017

El Campeonato Mundial de Esquí Alpino es la máxima competición internacional de esquí alpino. Es organizado desde 1931 por la Federación Internacional de Esquí (FIS). Actualmente se realiza cada año impar. 
Entre 1948 y 1980, las pruebas de esquí alpino en los Juegos Olímpicos fueron consideradas por la FIS como campeonatos mundiales.

## Ediciones
| Núm.    | Año  | Sede                   | País           |
| ------- | ---- | ---------------------- | -------------- |
| I       | 1931 | Mürren                 | Suiza          |
| II      | 1932 | Cortina d'Ampezzo      | Italia         |
| III     | 1933 | Innsbruck              | Austria        |
| IV      | 1934 | St. Moritz             | Suiza          |
| V       | 1935 | Mürren                 | Suiza          |
| VI      | 1936 | Innsbruck              | Austria        |
| VII     | 1937 | Chamonix               | Francia        |
| VIII    | 1938 | Engelberg              | Suiza          |
| IX      | 1939 | Zakopane               | Polonia        |
| X       | 1948 | St. Moritz             | Suiza          |
| XI      | 1950 | Aspen                  | Estados Unidos |
| XII     | 1952 | Oslo                   | Noruega        |
| XIII    | 1954 | Åre                    | Suecia         |
| XIV     | 1956 | Cortina d'Ampezzo      | Italia         |
| XV      | 1958 | Bad Gastein            | Austria        |
| XVI     | 1960 | Squaw Valley           | Estados Unidos |
| XVII    | 1962 | Chamonix               | Francia        |
| XVIII   | 1964 | Innsbruck              | Austria        |
| XIX     | 1966 | Portillo               | Chile          |
| XX      | 1968 | Grenoble               | Francia        |
| XXI     | 1970 | Val Gardena            | Italia         |
| XXII    | 1972 | Sapporo                | Japón          |
| XXIII   | 1974 | St. Moritz             | Suiza          |
| XXIV    | 1976 | Innsbruck              | Austria        |
| XXV     | 1978 | Garmisch-Partenkirchen | RFA            |
| XXVI    | 1980 | Lake Placid            | Estados Unidos |
| XXVII   | 1982 | Schladming             | Austria        |
| XXVIII  | 1985 | Bormio                 | Italia         |
| XXIX    | 1987 | Crans-Montana          | Suiza          |
| XXX     | 1989 | Vail                   | Estados Unidos |
| XXXI    | 1991 | Saalbach-Hinterglemm   | Austria        |
| XXXII   | 1993 | Morioka                | Japón          |
| XXXIII  | 1996 | Sierra Nevada          | España         |
| XXXIV   | 1997 | Sestriere              | Italia         |
| XXXV    | 1999 | Vail/Beaver Creek      | Estados Unidos |
| XXXVI   | 2001 | St. Anton              | Austria        |
| XXXVII  | 2003 | St. Moritz             | Suiza          |
| XXXVIII | 2005 | Bormio                 | Italia         |
| XXXIX   | 2007 | Åre                    | Suecia         |
| XL      | 2009 | Val d’Isère            | Francia        |
| XLI     | 2011 | Garmisch-Partenkirchen | Alemania       |
| XLII    | 2013 | Schladming             | Austria        |
| XLIII   | 2015 | Vail/Beaver Creek      | Estados Unidos |
| XLIV    | 2017 | St. Moritz             | Suiza          |
| XLV     | 2019 | Åre                    | Suecia         |
| XLVI    | 2021 | Cortina d'Ampezzo      | Italia         |
| XLVII   | 2023 | Courchevel/Méribel     | Francia        |
| XLVIII  | 2025 | Saalbach               | Austria        |
| XLIX    | 2027 | Crans-Montana          | Suiza          |
| L       | 2029 | Narvik                 | Noruega        |
| LI      | 2031 | Val Gardena            | Italia         |

1. 1 2 3 4 5 6 7 8 9  Estas ediciones contaron oficialmente como Juegos Olímpicos y como Campeonato Mundial a la vez.

## Medallero histórico
- Actualizado a Saalbach 2024 (incluye las medallas de la prueba de equipo mixto en 2005, 2007 y 2011).

| Núm. | País            | Oro | Plata | Bronce | Total |
| ---- | --------------- | --- | ----- | ------ | ----- |
| 1    | Austria         | 103 | 110   | 103    | 316   |
| 2    | Suiza           | 77  | 78    | 69     | 224   |
| 3    | Francia         | 48  | 52    | 38     | 138   |
| 4    | Alemania        | 35  | 38    | 48     | 121   |
| 5    | Estados Unidos  | 33  | 28    | 38     | 99    |
| 6    | Noruega         | 27  | 24    | 23     | 74    |
| 7    | Italia          | 26  | 27    | 27     | 80    |
| 8    | Suecia          | 17  | 11    | 22     | 50    |
| 9    | Canadá          | 16  | 8     | 9      | 33    |
| 10   | Eslovenia       | 6   | 6     | 2      | 14    |
| 11   | Croacia         | 6   | 2     | 2      | 10    |
| 12   | Liechtenstein   | 5   | 9     | 7      | 21    |
| 13   | Luxemburgo      | 4   | 4     | 3      | 11    |
| 13   | Reino Unido     | 4   | 4     | 3      | 11    |
| 15   | Eslovaquia      | 1   | 4     | 1      | 6     |
| 16   | Yugoslavia      | 1   | 3     | 5      | 9     |
| 17   | Finlandia       | 1   | 2     | 2      | 5     |
| 18   | República Checa | 1   | 1     | 3      | 5     |
| 19   | Australia       | 1   | 0     | 1      | 2     |
| 19   | España          | 1   | 0     | 1      | 2     |
| 21   | Japón           | 0   | 1     | 1      | 2     |
| 21   | Polonia         | 0   | 1     | 1      | 2     |
| 23   | Grecia          | 0   | 1     | 0      | 1     |
| 23   | Nueva Zelanda   | 0   | 1     | 0      | 1     |
| 25   | URSS            | 0   | 0     | 2      | 2     |
|      | TOTAL           | 413 | 415   | 411    | 1239  |

1. ↑  Incluye las medallas obtenidas por la RFA entre 1949 y 1990.